# Olene S. Walker
Pour les articles homonymes, voir Walker.
Olene Smith Walker, née le 15 novembre 1930 à Ogden (Utah) et morte le 28 novembre 2015 à Salt Lake City, est une femme politique américaine membre du Parti républicain. Elle est le 15e gouverneur de l’Utah (et la première femme à accéder à cette fonction), entre 2003 et 2005, après en avoir été le lieutenant-gouverneur de 1993 à 2003.

## Biographie
Walker est élue à la Chambre des représentants de l'Utah de 1981 à 1989, où elle devient whip de la majorité républicaine. Elle devient lieutenant-gouverneur en 1993.
Le 5 novembre 2003, elle devient gouverneure de l'Utah grâce à la démission de Mike Leavitt qui prend la direction de l'Agence de protection de l'environnement dans l'administration Bush. Elle est alors la première femme à accéder à ce poste. Elle mène des actions en faveur de l'éducation et voit sa cote de popularité atteindre les 80 %. Au printemps 2004, elle choisit de suivre les travaux de la législature de l'Utah, sans annoncer ses intentions quant aux élections de novembre. Elle met son véto une loi républicaine proposant l'instauration de chèques scolaires, estimant que cela pénaliserait financièrement les écoles publiques.
Elle annonce tardivement à sa candidature pour un mandat complet de gouverneur. Deux mois plus tard, elle finit en quatrième position de la convention républicaine, dont certains membres la trouvaient trop modérée,. Seuls Jon Huntsman, Jr. et Nolan Karras sont qualifiés pour la primaire. Walker est alors la première gouverneure à être battue depuis 48 ans,.
À partir de 2009, elle devient présidente de sa congrégation de l'Église de Jésus-Christ des saints des derniers jours à Saint George. En 2012, elle fonde l’Olene S. Walker Institute of Politics and Public Service à l'université d'État de Weber pour aider les étudiants souhaitant poursuivre une carrière dans l'administration.
Elle a sept enfants avec son époux Myron.